# Louis Marie-Auguste Boutan
Louis Marie-Auguste Boutan (Versailles, 6 marzo 1859 – Tigzirt, 6 aprile 1934) è stato un biologo e fotografo francese.

## Biografia
Louis Marie-Auguste è uno dei figli di Augustin Boutan, conosciuto in Francia per essere stato ispettore generale della pubblica istruzione e amico del famoso matematico e astronomo, Victor Puiseux. Dopo aver frequentato il Liceo Saint Louis de Gonzague, nel 1879 diventa preparatore aggiunto alla Sorbona presso il laboratorio di Henri de Lacaze-Duthiers, famoso biologo francese. Nel 1880 fa parte della delegazione francese alla Esposizione universale di Melbourne. 
Nel 1884 Henri de Lacaze-Duthiers lo invita all'osservatorio oceanolgico da lui creato, il Laboratorio Arago di Banyuls sur Mer e inizia ad interessarsi all'immersione subacquea e all'utilizzazione della fotografia nello studio delle scienze naturali. Nel 1886 iniziò ad immergersi sott'acqua. Lo stesso anno ottenne il dottorato a Parigi con una tesi intitolata Recherches sur l'anatomie et le développement de la fissurelle. Comparaison de la fissurelle avec les types voisins.
Nell'estate del 1892 fece i primi tentativi d'immersione con scafandro per lo studio dei molluschi Haliotis. Ispirato dai tentativi dell'inglese William Thompson (1822-1879), che aveva inserito un apparecchio fotografico in una scatola di legno e metallo, con risultati però piuttosto mediocri nonostante la profondità di soli 5 metri, decide di sviluppare un sistema finalmente efficace. Nel 1893 con l'aiuto del fratello Auguste fa costruire un prototipo di macchina fotografica anfibia (una Detektiv) a 6 placche e realizza un modello di fotocamera subacquea. Nonostante riesca a scattare le prime foto marine di qualità a una profondità di 10 metri, il primo prototipo non soddisfa pienamente Boutan, poiché lo trova poco pratico e perché i tempi di posa sono troppo lunghi, oltre i 10 minuti. La notizia ebbe tuttavia un grande seguito e La Science Illustrée del 2 dicembre 1893 pubblicò un articolo al riguardo. 
Per i prototipi successivi si concentrò essenzialmente sulla realizzazione di un nuovo tipo di obiettivo che gli viene fornito dalla società Darlot. Grazie anche all'aiuto dell'ingegnere David che, già lavorava presso il laboratorio Arago, riesce finalmente a ottenere dei risultati che lo soddisfano. Lavorerà tutta la vita per ottenere immagini sempre più nitide e istantanee, da lui considerate essenziali per la fotografia sottomarina al servizio della scienza.
Decede il 6 aprile 1934 nella sua villa di Tigzirt e viene sepolto nel cimitero cristiano della città algerina. La moglie, Célina Goudman, morta il 16 aprile 1957, viene sepolta al suo fianco.

## Onorificenze
Riceve con il fratello Auguste, la Legion d'onore per aver realizzato fra, il 1915 e 1916, uno scafandro autonomo, poi utilizzato dalla marina militare francese sui loro sottomarini.

## Pubblicazioni
- "Considerations Nouvelles Sur Les Affinites Reciproques Des Mollusques Gasteropodes" (1859)
- "Recherches sur l'anatomie et le développement de la fissurelle. Comparaison de la fissurelle avec les types voisins" (1886)
- "La photographie sous-marine et les progrès de la photographie" (1900)
- "Zoologie Descriptive, Anatomiehistologie Et Dissection Des Formes Typiques D'invertébrés" circa 1923